# جامی
نورالدّین عبد الرّحمن بن احمد بن محمد جامی (۲۳ شعبان ۸۱۷ق تربت جام – ۱۷ محرم ۸۹۸ق هرات)، معروف به جامی و ملقب به خاتم الشعرا، همه‌چیزدان، شاعر، موسیقی‌دان، ادیب و صوفیِ نام‌دار فارسی‌زبانِ ایرانیِ سدهٔ ۹ قمری است. وی با الهام گرفتن از گلستان سعدی یکی از مهم‌ترین کتاب‌های خود یعنی بهارستان را به رشتهٔ تحریر درآورد. او به مناسبت محل تولد خویش «جام» و نیز به سبب دوستداری شیخ الاسلام «احمد جام» جامی تخلص کرد.

## زندگی جامی
از طرف پدر نسبش به محمد بن حسن شیبانی، فقیه معروف حنفیِ سدهٔ ۲ قمری می‌رسد. از خراسان کوچ کرد و در شهر جام با شهرت دشتی منصب قضاوت یافت و ماندگار شد.
روزگار کودکی و تحصیلات مقدماتی جامی در خرگرد جام، که در آن زمان یکی از تبعات هرات بود در کنار پدرش سپری شد. در حدود سیزده‌سالگی همراه پدرش به هرات رفت و در آنجا اقامت گزید؛ در همان‌جا به تعلم و تعلیم پرداخت و قسمت عمدهٔ حیاتش نیز در همان‌جا به سر آمد و از آن زمان به جامی شهرت یافت. وی در شعر ابتدا دشتی تخلص می‌کرد، سپس آن را به جامی تغییر داد که خود علت آن را تولدش در شهر جام و ارادتش به شیخ الاسلام احمد جام ذکر کرده است.
جامی مقدّمات ادبیات فارسی و عربی را نزد پدرش آموخت و چون خانواده‌اش شهر هرات را برای اقامت خود برگزیدند، او نیز فرصت یافت تا در مدرسهٔ نظامیهٔ هرات که از مراکز علمی معتبر آن زمان بود، مشغول به تحصیل شود و علوم متداول زمان خود را همچون صرف و نحو، منطق، حکمت مشایی، حکمت اشراق، طبیعیات، ریاضیات، فقه، اصول، حدیث، قرائت، و تفسیر به خوبی بیاموزد و از محضر استادانی چون خواجه علی سمرقندی و محمد جاجرمی استفاده کند.
در این دوره بود که جامی با تصوّف آشنا و مجذوب آن شد به‌طوریکه در حلقهٔ مریدان سعدالدین محمد کاشغری نقشبندی درآمد و به تدریج چنان به مقام معنوی خود افزود که بعد از مرگ مرشدش (۸۶۰ ه‍.ق برابر با ۱۴۵۵ م) خلیفه طریقت نقشبندیه گردید. پس از گذشت چند سالی جامی راه سمرقند را در پیش گرفت که در سایهٔ حمایت پادشاهِ علم‌دوست تیموری، الغ بیگ، به کانون تجمع دانشمندان و دانشجویان تبدیل شده بود. در سمرقند نیز نورالدّین توانست استادانش را شیفتهٔ ذکاوت و دانش خود کند. او که سرودن شعر را در جوانی آغاز کرده و در آن شهرتی یافته بود، با تکیه زدن بر مقام ارشاد و به نظم کشیدن تعالیم عرفانی و صوفیانه به محبوبیتی عظیم در میان اهل دانش و معرفت دست یافت.

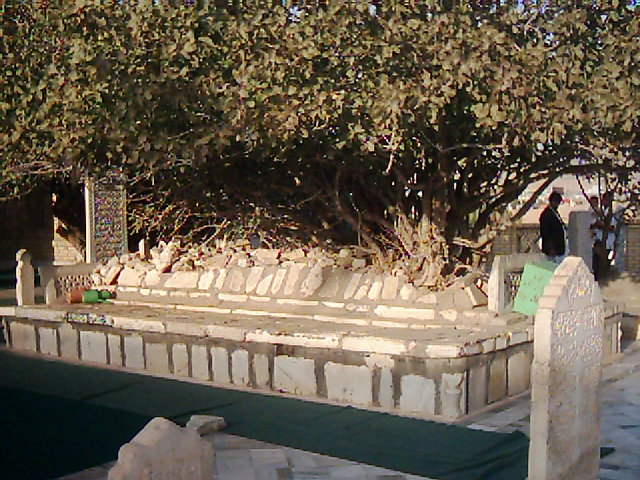
مزار عبدالرحمان جامی در شمال غربی شهر هرات

جامی به افتادگی و گشاده‌رویی معروف بود و با اینکه زندگی بسیار ساده‌ای داشت و هیچ‌گاه مدح زورمندان را نمی‌گفت، شاهان و امیران همواره به او ارادت می‌ورزیدند و خود را مرید او می‌دانستند. جانشینان الغ بیگ خصوصاً سلطان حسین بایقرا و امیر او علیشیر نوایی تا آخر عمر او را محترم می‌داشتند و اوزون حسن آق قویونلو، سلطان محمد فاتح پادشاه عثمانی و ملک الاشراف پادشاه مصر از ارادتمندان او بودند.

## اعتقادات مذهبی
بر اساس نسب و طریقت نقشبندیه و نوشته‌های جامی واضح است که وی حنفی و اهل سنت بوده اما چون همهٔ اهل سنت در حب اهل بیت محمد سخنانی دارند و جامی نیز در این رابطه اشعاری دارد برخی او را شیعی دانسته‌اند؛ عده‌ای نیز او را متمایل به عقاید اشاعره و فقهای شافعی دانسته‌اند.
جامی در کتاب شواهد النبوة ابتدا احادیثی دربارهٔ پیغمبر اسلام نقل و ترجمه کرده و سپس از خلفای راشدین یاد کرده، سپس به ذکر مناقب دوازده امام پرداخته و از یکایک آنان سخن گفته سپس به شرح احوال اصحاب محمد پرداخته است.
اما آنچه جامی در ذم و سرزنش ابوطالب و پسرش عقیل سروده بود، مورد مخالفت بسیاری از علمای شیعه و از جمله قاضی میرحسین شافعی و قاضی عبید شوشتری واقع شد تا حدی که میرحسین یزدی او را با عبدالرحمن بن ملجم قیاس کرد.
| آن امام به حق ولی خدا       |  | کاسدالله غالبش نامی      |
| دو کس او را به جان بیازردند |  | یکی از ابلهی یک از خامی  |
| هر دو را نام عبدرحمانست     |  | آن یکی ملجم این یکی جامی |

در شعر دیگر می‌گوید:
| شیر خدا شاه ولایت علی    |  | صیقلی شرک خفی و جلی      |
| روز احد چون صف هیجا گرفت |  | تیر مخالف به تنش جا گرفت |

هر چند از نظر خود او، رفض اگر حبّ آل محمّد باشد، درست و کیش همهٔ مسلمانان است و اگر منظور از آن بغض اصحاب رسول باشد، مذموم است و سپس گفته است مذهب «رفض» چون خواه و ناخواه به چنین بغضی می‌کشد، ناپسندیده است. جامی در سروده‌ای خود را ورای نزاع شیعه و سنی می‌داند:
| ای مغ‌بچه از مهر بده جام می ام |  | کآمد ز نزاع سنی و شیعه قی‌ام |
| گویند که جامیا چه مذهب داری؟  |  | صدشکر که سگ‌سنی و خرشیعه نیم |

دامنهٔ عداوت منتسبین به اهل تشیع با جامی به زمان حیات او محدود نمانده و در زمان خروج صفویه و سرکوبی اهل سنت و شیعه‌سازی بالاجبار مردم دامنهٔ این تجاوز بعد از وفات جامی به هرات رسید که شاه اسماعیل صفوی دستور داد در هر کتاب و اسنادی که نام جامی را بیابند آن را تراشیده و به عوض آن خامی بنویسند که مولانا هاتفی، خواهرزاده جامی، در این وصف‌الحال شعری هم دارد:
| بس عجب دارم ز انصاف شه کشورگشای |  | آنکه عمری بر درش گردون غلامی کرده است     |
| کز برای خاطر جمعی لوند ناتراش   |  | نقطهٔ «جامی» تراشیده است و «خامی» کرده است |

## آثار جامی

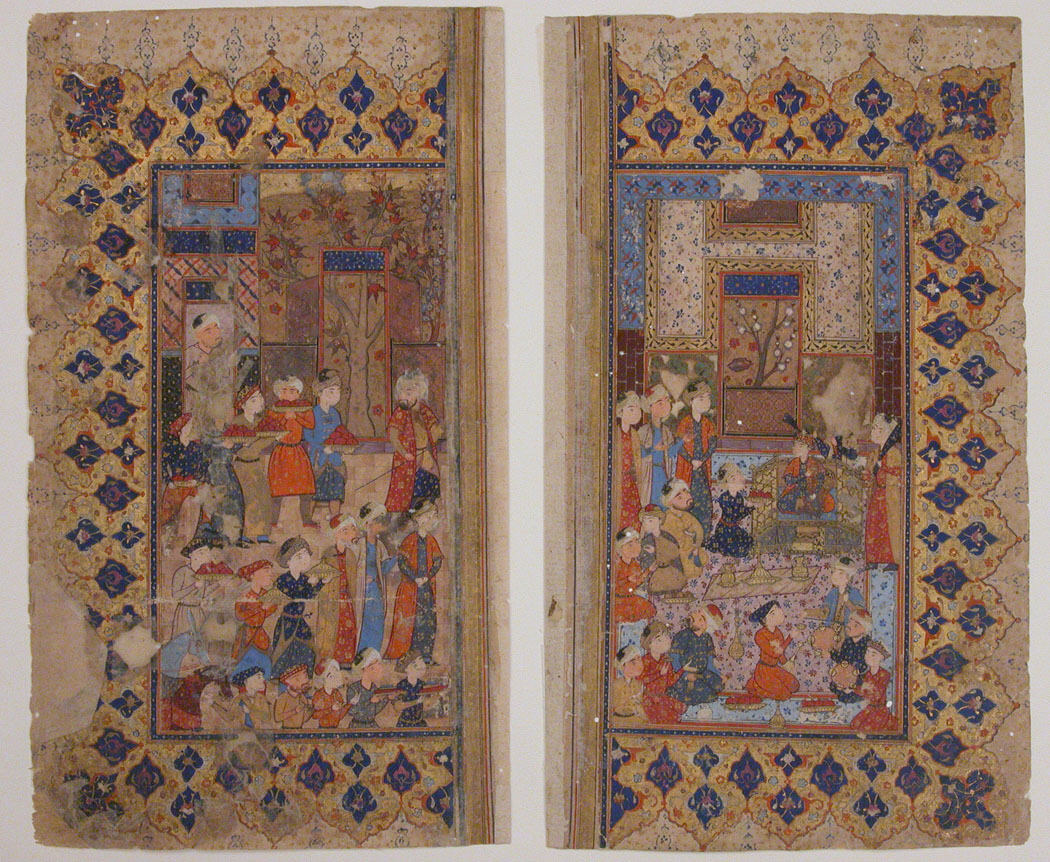
یک برگ از نسخه یوسف و زلیخای جامی که در متروپولیتن نگهداری می‌شود.

جامی ده‌ها کتاب و رساله به نظم و نثر به زبان‌های فارسی و عربی دارد.

### آثار منظوم
جامی اشعار خود را در دو مجموعهٔ بزرگ گردآوری کرده است: دیوان‌های سه‌گانه و هفت اورنگ
- دیوان‌های سه‌گانه شامل قصاید و غزلیات و مقطعات و رباعیات است. دیوان قصاید و غزلیات این دیوان را جامی در سال ۸۸۴ تدوین و تنظیم کرده است. قصاید جامی در توحید و نعت پیامبر اسلام و صحابه و اهل بیت و نیز مطالب عرفانی و اخلاقی‌است. جامی همچنین قصایدی در مدح یا مرثیه سلاطین و حکمای زمانش سروده است. غزلیات جامی غالباً از هفت بیت تجاوز نمی‌کند و اکثراً عاشقانه یا عارفانه است. از جامی مقطعات و رباعیاتی نیز باقی‌است که یا محتوی مسائل عرفانی است و اشاره به حقایق صوفیانه دارد یا نکتهٔ لطیف عاشقانه‌ای در آن نهفته است. دیوانی نیز به نام دیوان بی‌نقاط از جامی به‌جای مانده که در تمامی واژه‌های آن هیچ حرف نقطه‌داری استفاده نشده است.[۶] جامی دیوان خود را در اواخر عمر به تقلید از امیر خسرو دهلوی در سه قسمت زیر مدون نمود:

1. فاتحة الشباب (دوران جوانی)
2. واسطة العقد (اواسط زندگی)
3. خاتمة الحیاة (اواخر حیات)

- هفت اورنگ که خود مشتمل بر هفت کتاب در قالب مثنوی است:

1. مثنوی اول سلسلة الذهب (زنجیرهٔ طلا) به سبک حدیقةالحقیقه سنایی و در سال ۸۸۷ سروده شده است، در این مثنوی از شریعت، طریقت، عشق و نبوت از دیدگاه عرفانی سخن رفته است. این مثنوی بر وزن «فعلاتن مفاعلن فعلن» می‌باشد.
2. مثنوی دوم سلامان و آبسال که به نام سلطان یعقوب ترکمان آق قویونلو است و در سال ۸۸۵ تألیف شده است. حکایت سلامان و آبسال نخستین بار در شرح اشارات خواجه نصیرالدین توسی و اسرار حکمه ابن طفیل آمده بود که جامی آن را به نظم فارسی درآورده و این مثنوی بر وزن «فاعلاتن فاعلاتن فاعلن» می‌باشد.
3. مثنوی سوم تحفة الاحرار (هدیهٔ آزادگان) نخستین مثنوی تعلیمی جامی است که به سبک و سیاق مخزن‌الاسرار نظامی سروده شده است. در این کتاب اشارت‌هایی به آفرینش، اسلام، نماز، زکات، حج، عزلت، تصوف، عشق و شاعری آمده است. در انتهای این مثنوی جامی به فرزند خود ضیاءالدین یوسف پندنامه‌ای نگاشته است که در آن از جوانی خود یاد کرده است. این کتاب بر وزن «مفتعلن مفتعلن فاعلن» سروده شده است.
4. مثنوی چهارم سبحةالابرار (نیایش نیکوکاران) و آن نیز مثنوی تعلیمی‌است که در سال ۸۸۷ سروده شده است و در آن تعالیم اخلاقی و عرفانی در باب توبه، زهد، فقر، صبر، شکر، خوف، رجا، توکل، رضا و حب آمده است. این کتاب بر وزن «فعلاتن فعلاتن فعلن» نوشته شده و می‌توان گفت نخستین و شاید آخرین اثر بر وزن فعلاتن فعلاتن فعلن می‌باشد.
5. مثنوی پنجم یوسف و زلیخا مثنوی عشقی به سبک خسرو و شیرین نظامی و ویس و رامین فخر گرگانی است که به نام و یاد پیامبر و بیان معراج و مدح سلطان حسین بایقرا آغاز می‌شود. در این کتاب جامی از سورهٔ یوسف در قرآن و نیز از روایات تورات در سفر پیدایش بهره برده است. تاریخ تألیف این کتاب را سال ۸۸۸ هجری دانسته‌اند. جامی این کتاب را بر وزن «مفاعیلن مفاعیلن فعولن» آورده است.
6. مثنوی ششم لیلی و مجنون مثنوی عشقی است که به وزن لیلی و مجنون نظامی و امیرخسرو دهلوی ساخته شده است. این کتاب دربارهٔ عشق لیلی و مجنون بوده و شباهت بالایی با لیلی و مجنون نظامی دارد. این کتاب بر وزن «مفعول مفاعلن فعولن» سروده شده است.
7. مثنوی هفتم خردنامهٔ اسکندری که مثنوی تعلیمی در حکمت و اخلاق است و در آن از حکیمان یونان از سقراط، افلاطون، ارسطو، بقراط، فیثاغورث و اسکندر سخن رفته است. این کتاب بر وزن شاهنامه فردوسی بوده و به سبک اسکندرنامهٔ نظامی نگاشته شده است.

### آثار منثور
- بهارستان[۷]۳۱
- شواهد النبوه
- نفحات‌الانس